# ICC U19-Cricket-Weltmeisterschaft 2008
Die ICC U19-Cricket-Weltmeisterschaft 2008 war die fünfte Austragung der vom International Cricket Council organisierten Junioren Cricket-Weltmeisterschaft und wurde vom 17. Februar bis zum 2. März in Malaysia ausgetragen. Die Weltmeisterschaft wurde im One-Day International-Format ausgetragen, bei dem jedes Team jeweils ein Innings über maximal 50 Over bestritt. Im Finale konnte sich Indien mit 12 Runs nach Duckworth-Lewis-Methode gegen Südafrika durchsetzen.

## Teilnehmer
Neben den zehn Vollmitgliedern wurden weitere sechs Mannschaften durch Qualifikationsturniere festgelegt.
| - Australien - Bangladesch - Bermuda - England - Indien - Irland - Malaysia - Namibia | - Nepal - Neuseeland - Pakistan - Papua-Neuguinea - Simbabwe - Sri Lanka - Südafrika - West Indies |

## Format
In vier Vorrundengruppen spielte jeder gegen jeden, wobei ein Sieg zwei Punkte, ein Unentschieden oder ein No Result einen Punkt einbrachte. Die jeweils zwei besten Teams qualifizierten sich für die Hauptrunde, die im Playoff-Modus mit Viertel- und Halbfinale ausgetragen wurde. Die Verlierer des Viertelfinales spielten ebenfalls ein Halbfinale aus. Die jeweils beiden Gruppenletzten einer Gruppe der Vorrunde spielten in der Plate-Competition weiter. Auch diese wurde im Playoff-Modus ausgetragen, und im Plate-Finale ein Trostrundensieger bestimmt. 

## Vorrunde

### Gruppe A
Tabelle
| Gruppe A   | Sp. | S | N | NR | P | NRR    |
| ---------- | --- | - | - | -- | - | ------ |
| Pakistan   | 3   | 3 | 0 | 0  | 6 | +1.765 |
| Neuseeland | 3   | 2 | 1 | 0  | 4 | +1.407 |
| Malaysia   | 3   | 1 | 2 | 0  | 2 | –1.403 |
| Simbabwe   | 3   | 0 | 3 | 0  | 0 | –1.700 |

### Gruppe B
Tabelle
| Gruppe B        | Sp. | S | N | NR | P | NRR    |
| --------------- | --- | - | - | -- | - | ------ |
| Indien          | 3   | 3 | 0 | 0  | 6 | +1.922 |
| Südafrika       | 3   | 2 | 1 | 0  | 4 | +1.066 |
| West Indies     | 3   | 1 | 2 | 0  | 2 | +0.653 |
| Papua-Neuguinea | 3   | 0 | 3 | 0  | 0 | –3.959 |

### Gruppe C
Tabelle
| Gruppe A   | Sp. | S | N | NR | P | NRR    |
| ---------- | --- | - | - | -- | - | ------ |
| Sri Lanka  | 3   | 3 | 0 | 0  | 6 | +1.912 |
| Australien | 3   | 2 | 1 | 0  | 4 | +1.342 |
| Nepal      | 3   | 1 | 2 | 0  | 2 | –1.027 |
| Namibia    | 3   | 0 | 3 | 0  | 0 | –2.100 |

### Gruppe D
Tabelle
| Gruppe A    | Sp. | S | N | NR | P | NRR    |
| ----------- | --- | - | - | -- | - | ------ |
| Bangladesch | 3   | 3 | 0 | 0  | 6 | +2.078 |
| England     | 3   | 2 | 1 | 0  | 4 | +1.861 |
| Bermuda     | 3   | 1 | 2 | 0  | 2 | –2.285 |
| Irland      | 3   | 0 | 3 | 0  | 0 | –2.264 |

## Hauptrunde

### Viertelfinale
| 24. Februar | Kuala Lumpur (KAO) | England 146 (46)             | – | Indien 149-3 (39.1) |
|             |                    | Indien gewinnt mit 7 Wickets |   |                     |

| 24. Februar | Kuala Lumpur (BO) | Südafrika 242 (50)             | – | Bangladesch 41 (11.4) |
|             |                   | Südafrika gewinnt mit 201 Runs |   |                       |

| 25. Februar | Kuala Lumpur (RSC) | Neuseeland 213 (49.5)          | – | Sri Lanka 134 (42.1) |
|             |                    | Neuseeland gewinnt mit 79 Runs |   |                      |

| 25. Februar | Kuala Lumpur (KAO) | Australien 129 (47.2)          | – | Pakistan 130-1 (27.5) |
|             |                    | Pakistan gewinnt mit 6 Wickets |   |                       |

### Halbfinale (5. – 8. Platz)
| 27. Februar Scorecard | Kuala Lumpur (RSC) | Sri Lanka 241-4 (50)                    | – | England 204-3 (44.1) |
|                       |                    | England gewinnt mit 8 Runs (D/L method) |   |                      |

| 28. Februar Scorecard | Kuala Lumpur (BO) | Bangladesch 115 (41.2) | – | Australien 18-0 (6) |
|                       |                   | No Result              |   |                     |

### Halbfinale (1. – 4. Platz)
| 27. Februar Scorecard | Kuala Lumpur (KAO) | Neuseeland 205-8 (50)                     | – | Indien 191-7 (41.3) |
|                       |                    | Indien gewinnt mit 3 Wickets (D/L method) |   |                     |

| 29. Februar/1. März Scorecard | Kuala Lumpur (KAO) | Südafrika 260-8 (50)                       | – | Pakistan 153 (39.3) |
|                               |                    | Südafrika gewinnt mit 98 Runs (D/L method) |   |                     |

### Spiel um den 5. Platz
| 1. März Scorecard | Kuala Lumpur (RSC) | Australien 106-7 (24) | – | England 47-2 (10.5) |
|                   |                    | No Result             |   |                     |

England gewann den Münzwurf und entschied sich als Feldmannschaft zu beginnen.

### Finale
| 2. März Scorecard | Kuala Lumpur (KAO) | Indien 159 (45.4)                         | – | Südafrika 103-8 (25/25) |
|                   |                    | Pakistan gewinnt mit 38 Runs (D/L method) |   |                         |

Südafrika gewann den Münzwurf und entschied sich als Feldmannschaft zu beginnen. Als Spieler des Spiels wurde Ajitesh Argal ausgezeichnet.

## Trostrunde

### Trostrunden-Viertelfinale
| 24. Februar | Johor (JCA) | Malaysia 144 (47.2)           | – | Namibia 147-1 (31.1) |
|             |             | Namibia gewinnt mit 9 Wickets |   |                      |

| 24. Februar | Johor (IPT) | Nepal 158 (45.1)          | – | Simbabwe 59 (27.2) |
|             |             | Nepal gewinnt mit 99 Runs |   |                    |

| 25. Februar | Johor (IPT) | Irland 154-9 (50)                 | – | West Indies 158-3 (23.1) |
|             |             | West Indies gewinnt mit 7 Wickets |   |                          |

| 25. Februar | Johor (JCA) | Bermuda 102 (34.2)                    | – | Papua-Neuguinea 108-3 (18.4) |
|             |             | Papua-Neuguinea gewinnt mit 7 Wickets |   |                              |

### Trostrunden-Halbfinale (13. – 16. Platz)
| 15. Februar Scorecard | Johor (IPT) | Simbabwe 186-6 (34)          | – | Malaysia 142 (28.3) |
|                       |             | Simbabwe gewinnt mit 44 Runs |   |                     |

| 17. Februar Scorecard | Johor (JCA) | Irland 236-7 (50)          | – | Bermuda 167 (48.1) |
|                       |             | Irland gewinnt mit 69 Runs |   |                    |

### Trostrunden-Halbfinale (9. – 12. Platz)
| 26. Februar Scorecard | Johor (JCA) | Nepal 143-8 (34/34)      | – | Namibia 139-9 (34/34) |
|                       |             | Nepal gewinnt mit 4 Runs |   |                       |

| 27. Februar Scorecard | Johor (IPT) | Papua-Neuguinea 89 (36.5)         | – | West Indies 90-4 (15.3) |
|                       |             | West Indies gewinnt mit 6 Wickets |   |                         |

### Spiel um den 13. Platz
| 1. März Scorecard | Johor (JCA) | Simbabwe 99-9 (27)           | – | Irland 100-4 (23.2) |
|                   |             | Irland gewinnt mit 6 Wickets |   |                     |

Irland gewann den Münzwurf und entschied sich als Feldmannschaft zu beginnen. Als Spieler des Spiels wurde Andrew Britton ausgezeichnet.

### Trostrunden-Finale
| 1. März Scorecard | Kuala Lumpur (BO) | Nepal 74 (25.3)                  | – | West Indies 78-3 (14.2) |
|                   |                   | West Indies gewinnt mit 7 Wicket |   |                         |

Nepal gewann den Münzwurf und entschied sich als Schlagmannschaft zu beginnen. Als Spieler des Spiels wurde Jason Dawes ausgezeichnet.

## Abschlussrangliste
| Pl. | Team            |
| --- | --------------- |
| 1   | Indien          |
| 2   | Südafrika       |
| 3   | Pakistan        |
| 4   | Neuseeland      |
| 5   | England         |
| 6   | Australien      |
| 7   | Bangladesch     |
| 8   | Sri Lanka       |
| 9   | West Indies     |
| 10  | Nepal           |
| 11  | Namibia         |
| 12  | Papua-Neuguinea |
| 13  | Irland          |
| 14  | Simbabwe        |
| 15  | Bermuda         |
| 16  | Malaysia        |